# Вдовицын, Сергей Павлович
Сергей Павлович Вдовицын (1919 — ?) — бригадир монтажников мостоотряда № 5 Минтранса СССР (Красноярский край), Герой Социалистического Труда (1962).

## Биография
Родился в семье рабочего.
После окончания в 1937 году фабрично-заводской школы начал трудовую деятельность на стройках Мурманска.
В 1939 году был призван в РККА, участник Советско-финской войны (1939—1940). В годы Великой Отечественной войны служил артиллерийским мастером 40-го отдельного гвардейского истребительного противотанкового полка.
После окончания Великой Отечественной войны начал трудиться в мостостроительном отряде, который восстанавливал и строил мосты во многих областях СССР.
Указом Президиума Верховного Совета СССР от 14 августа 1962 года за выдающиеся производственные успехи, достигнутые в области строительства мостов Вдовицын Сергей Павлович удостоен звания Героя Социалистического Труда с вручением ордена Ленина и золотой медали «Серп и Молот».